# Mami Tamura
Pour les articles homonymes, voir Tamura.
Mami Tamura (田村 麻美, Tamura Mami), née le 23 avril 1976, est une femme politique japonaise, représentant le Parti démocrate du peuple à la Chambre des conseillers du Japon à partir de 2019.

## Jeunesse, études et carrière pré-électorale
Tamura naît le 23 avril 1976 à Tokyo, mais déménage à Hiroshima étant jeune. Elle effectue ses études supérieures à l'université Dōshisha, et obtient son diplôme en 1999.
Elle rejoint le groupe ÆON dès 1996, et devient membre du comité exécutif central du Syndicat des travailleurs de la firme en 2006,. En 2011, elle progresse et rejoint le Zensen, un syndicat professionnel japonais spécialisé dans la défense des membres des industries textiles, alimentaires, chimiques et commerciales.

## Carrière électorale
En 2018, le Zensen annonce soutenir le Parti démocrate du peuple aux élections à la Chambre des conseillers de l'année suivante, et annonce que Tamura sera candidate à cette élection sous les couleurs du PDP dans la circonscription proportionnelle. Elle est élue à l'issue de ces élections, et fait son entrée à la Diète du Japon.
Au sein de l'organigramme du PDP, Tamura est nommée à plusieurs postes à responsabilités, comme responsable de la succursale du PDP de Kagoshima et de Chiba.
En 2024, Tamura annonce être candidate à sa réélection lors des élections à la Chambre des conseillers de 2025, toujours dans la circonscription proportionnelle. À l'issue de ce scrutin, elle conserve son siège.

## Prises de positions
Étant soutenue par un grand groupe syndical, Tamura concentre la majorité de ses activités parlementaires à la défense des travailleurs et des consommateurs. Elle est notamment à l'origine d'une proposition de loi visant à lutter contre le harcèlement, forçant les entreprises à prendre des mesures préventives. 
Sur le plan international, bien qu'elle se dise en faveur d'une révision de la constitution antimilitariste du Japon et à un renforcement de ses capacités de défense, elle reste opposée à la possibilité que le Japon utilise de manière offensive son armée. 
D'un point de vue économique, Tamura se dit favorable à la promotion de la libéralisation du commerce et des investissements, ainsi qu'à une forte libéralisation de la société japonaise.  
Sur le plan social, Tamura soutient également le maintien des femmes dans la famille impériale japonaise, même après leur mariage, ainsi que l'ascension d'une femme sur le trône de Chrysanthème. Elle se déclare également favorable aux tentatives de changer la loi japonaise imposant aux conjoints de porter le même nom. 